# Muerte de un ciclista
Muerte de un ciclista es una película hispano-italiana dirigida por Juan Antonio Bardem.

## Sinopsis
María José, una joven dama de la burguesía madrileña, y su amante Juan, un profesor universitario, atropellan accidentalmente a un ciclista. Se detienen para comprobar su estado. Juan se acerca al moribundo, se agacha y dice: "Está vivo", pero, apremiado por ella —que se mantiene de pie con dureza—, ambos vuelven al coche, y huyen repentinamente atormentados por el remordimiento y el miedo, que les perseguirá a cada momento hasta que descubren que nadie sabe nada de lo sucedido. Pero en Juan predominará el dolor y en ella el miedo.  
Ella es asediada por un crítico de arte (Rafa), y él, por su propia conciencia. María José, dominada por la suspicacia ante las molestas insinuaciones de Rafa, que parece insinuar, a su juicio, conocer lo ocurrido, teme por la integridad de su reputación social. Juan, por su parte, ofuscado por un sentimiento de culpa, desempeña sus ocupaciones diarias, aunque no ceja en su esfuerzo por conservar la calma, y asumir sus quehaceres con una aparente normalidad. Sin embargo, un acto de negligencia profesional le aboca al descrédito. Durante una de sus clases, una alumna (Matilde) sale a la pizarra para someterse a un examen. Durante el transcurso de la exposición, la voz de la alumna se le antoja a Juan asfixiante, y le estrangula el pensamiento, de tal modo que acaba prorrumpiendo un grito, conminándola a marcharse a su sitio. Al poco tiempo, Juan le suspende el examen, y como consecuencia de ello, debe asumir las decisiones de sus superiores y afrontar las protestas de los alumnos.
Sin embargo, este incidente despierta con más fuerza la conciencia de él, sobre todo cuando decide visitar a la familia del ciclista y se da cuenta de la miseria en la que vive. Posteriormente, no sin antes avisar a María José, decide abandonar todo y entregarse a la policía. Ella renuncia, sin embargo, a sacrificar su posición social y, para evitarlo, atropella deliberadamente a Juan en la misma carretera donde fuera atropellado el ciclista. A ella, sin saberlo, le aguarda la misma fatalidad que a éste. Mientras regresa a su casa, se le atraviesa un segundo ciclista y, por evitarlo, da un giro brusco, se precipita por un puente y muere. El ciclista mira hacia las luces de una hacienda cercana y se dirige hacia el lugar, posiblemente a pedir la ayuda que la pareja no prestó al primero, aunque sus intenciones quedan ambiguas a modo de final abierto.

## Reparto
| Intérprete             | Personaje              |
| ---------------------- | ---------------------- |
| Lucia Bosè             | María José de Castro   |
| Alberto Closas         | Juan Fernández Soler   |
| Bruna Corrà            | Matilde Luque Carvajal |
| Carlos Casaravilla     | Rafael Sandoval        |
| Otello Toso            | Miguel Castro          |
| Alicia Romay           | Carmina                |
| Julia Delgado Caro     | Doña Maria             |
| Matilde Muñoz Sampedro | Vecina del ciclista    |
| Mercedes Albert        | Cristina               |
| José Sepúlveda         | Comisario              |
| José Prada             | Decano                 |
| Fernando Sancho        | Guardia de tráfico     |
| Manuel Alexandre       | Otro ciclista          |
| Jacinto San Emeterio   | Joaquín                |
| Manuel Arbó            | Padre Iturrioz         |
| Emilio Alonso          | Jorge                  |
| Margarita Espinosa     | Encarna                |
| Rufino Inglés          | Nico                   |
| Antonio Casas          | Entrenador             |
| Manuel Guitián         | Cura confesor          |
| Elisa Méndez           | Jacinta                |
| José María Rodríguez   | Ventero                |
| Carmen Castellanos     | Laura                  |
| José María Gavilán     | Secretario             |
| José Navarro           | Camarero               |
| Gracia Montes          | Cantaora               |
| Valeriano Andrés       | Guardia de tráfico     |
| Elsa Fábregas          | María José             |
| Manuel Rojas           | Estudiante             |

## Producción y rodaje
La película se filmó en Madrid en diversos lugares de la ciudad y sus alrededores, especialmente en la Ciudad Universitaria. La escena de la manifestación de estudiantes, previa a las futuras manifestaciones estudiantiles contra el franquismo de 1956, fue grabada en el patio interior del edificio del CSIC, con el objetivo de evitar miradas de transeúntes y curiosos.

## Censura franquista
La censura franquista la calificó autorizándola para mayores de 16 años, mientras que la Iglesia la calificó con un 4, como «gravemente peligrosa». Es la primera película realizada durante el Franquismo que mira a la Guerra Civil desde una perspectiva distinta al bando vencedor. En este sentido, Bardem resignifica la Ciudad Universitaria, escenario clave de la contienda, siguiendo los pasos iniciados en el cortometraje Paseo por una guerra antigua (1949). En una escena ya antológica, la cantante de copla Gracia Montes interpreta el fandango Amor, ¿por qué no viniste, amor? (Fandangos de Huelva y Verdiales), pero incluyendo unos versos del fandango "Yo quisiera ser vaquero" de Pepe Pinto, grabando en directo para la película una versión distinta a la recogida en el disco original. Otros temas cantados en esta misma escena son la bulería Amante de abril y mayo y la soleá El mengue por su avaricia, clásicos del flamenco.

## Premios
Festival Internacional de Cine de Cannes de 1955
| Categoría       | Resultado |
| --------------- | --------- |
| Premio FIPRESCI | Ganadora  |

Undécima edición de las Medallas del Círculo de Escritores Cinematográficos
| Categoría        | Nominados      | Resultado |
| ---------------- | -------------- | --------- |
| Mejor fotografía | Alfredo Fraile | Ganador   |

## Ficción sonora
El 26 de diciembre de 2024 se estrenó en RNE, Muerte de un ciclista, la adaptación de la obra de Juan Antonio Bardem al formato serial sonoro, bajo la dirección de Benigno Moreno, la realización de Mayca Aguilera y el trabajo de Alfonso Latorre de guion. Cuatro episodios protagonizados por Aura Garrido, Fernando Cayo, Pedro Casablanc, Víctor Clavijo, Carmen Ruiz, entre otros. 